# Аугустополь
Аугустополь (пол. Augustopol) — село в Польщі, у гміні Домбровиці Кутновського повіту Лодзинського воєводства.
Населення — 194 особи (2011).
У 1975-1998 роках село належало до Плоцького воєводства.

## Демографія
Демографічна структура станом на 31 березня 2011 року:
|          | Загалом | Допрацездатний вік | Працездатний вік | Постпрацездатний вік |
| -------- | ------- | ------------------ | ---------------- | -------------------- |
| Чоловіки | 98      | 22                 | 60               | 16                   |
| Жінки    | 96      | 11                 | 53               | 32                   |
| Разом    | 194     | 33                 | 113              | 48                   |